# Rejoicing in the Hands
Albums de Devendra Banhart
The Black Babies
(2003) Niño Rojo
(2004)
Rejoicing in the Hands est un album de Devendra Banhart, sorti en 2004.

## L'album
Le titre Insect Eyes est la bande-annonce du film d'horreur La colline a des yeux 2 (2007) et The Body Breaks apparait dans À chacun sa chacune (2007). La chanson A Sight to Behold est utilisée dans le deuxième épisode de Sons of Anarchy.
Pitchfork classe l'album à la 193e place de son classement des 200 meilleurs albums des années 2000. Il fait partie des 1001 albums qu'il faut avoir écoutés dans sa vie.

### Titres
Tous les titres sont de Devendra Banhart.
1. This Is the Way (2:53)
2. A Sight to Behold (2:26)
3. The Body Breaks (2:43)
4. Poughkeepsie (2:17)
5. Dogs They Make Up the Dark (1:20)
6. Will Is My Friend (3:04)
7. This Beard Is for Siobhán (2:36)
8. See Saw (3:22)
9. Tit Smoking in the Temple of Artesan Mimicry (1:25)
10. Rejoicing in the Hands (1:41)
11. Fall (2:53)
12. Todo Los Dolores (2:30)
13. When the Sun Shone on Vetiver (3:34)
14. There Was Sun (1:31)
15. Insect Eyes (5:08)
16. Autumn's Child (2:40)

### Musiciens
- Devendra Banhart : basse, guitare acoustique et électrique, piano, voix
- Vashti Bunyan : voix
- Paul Cantelon : violon
- Thor Harris : percussions, vibraphone
- Julia Kent : violoncelle
- Joe McGinty : orgue, piano
- Steve Moses : percussions, batterie

## Charts
| Chart (2004)                                  | Place classement |
| --------------------------------------------- | ---------------- |
| Tracklisten                                   | 30               |
| Syndicat national de l'édition phonographique | 157              |